# Djéptchichté
Djéptchichté (en macédonien Џепчиште, en albanais Xhepçishti) est un village du nord-ouest de la Macédoine du Nord, situé dans la municipalité de Tetovo. Le village comptait 4 051 habitants en 2002. Il est majoritairement albanais.

## Démographie
Lors du recensement de 2002, le village comptait :
- Albanais : 3 934 ;
- Macédoniens : 81 ;
- Valaques : 1 ;
- autres : 35.

## Sport
La ville de Djéptchichté est représenté en football par le FK Renova Džepčište qui pour la saison 2019-2020 en première division de Macédoine du Nord. Le club joue à  domicile à l'Ecolog Arena, un stade de 15 000 places situé à proximité dans la ville de Tetovo.